# Иверский женский монастырь (Ростов-на-Дону)
Иверский женский монастырь — женский монастырь в честь Иверской иконы Божией Матери в городе Ростове-на-Дону Ростовской-на-Дону епархии.

## История

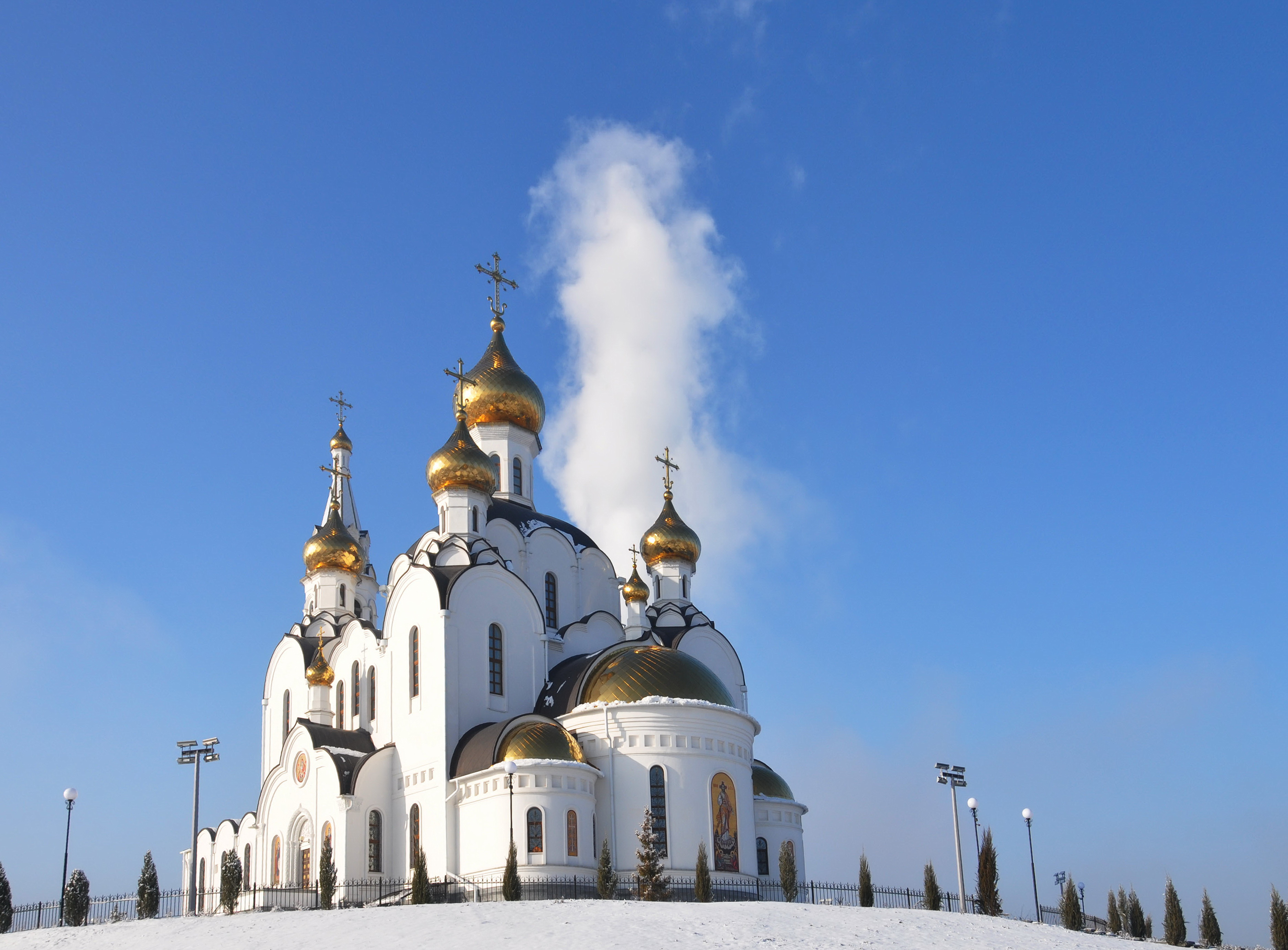
Свято-Троицкий храм монастыря. Построен в 2008—2012 годах

История монастыря началась в 1903 году.
Согласно определению Святейшего Правительствующего Синода:
"Святейший Правительствующий Синод, 23 октября 1906 г., сообщил Правительствующему Сенату, ведением, что, определением Святейшего Правительствующего Синода постановлено на жертвуемом купцом Самуилом Федоровым земельном участке, состоящем близ г. Нахичевани, Ростовского округа, Екатеринославской епархии, учредить женскую общину, с наименованием оной «Троице-Алексеевскою», с таким числом сестер, какое община в состоянии будет совершать на свои средства, и проект устава сей общины утвердить. /ст. 1903. Об учреждении близ г. Нахичевани, Ростовского округа, Екатеринославской епархии, женской общины, с наименованием оной «Троице-Алексеевскою».

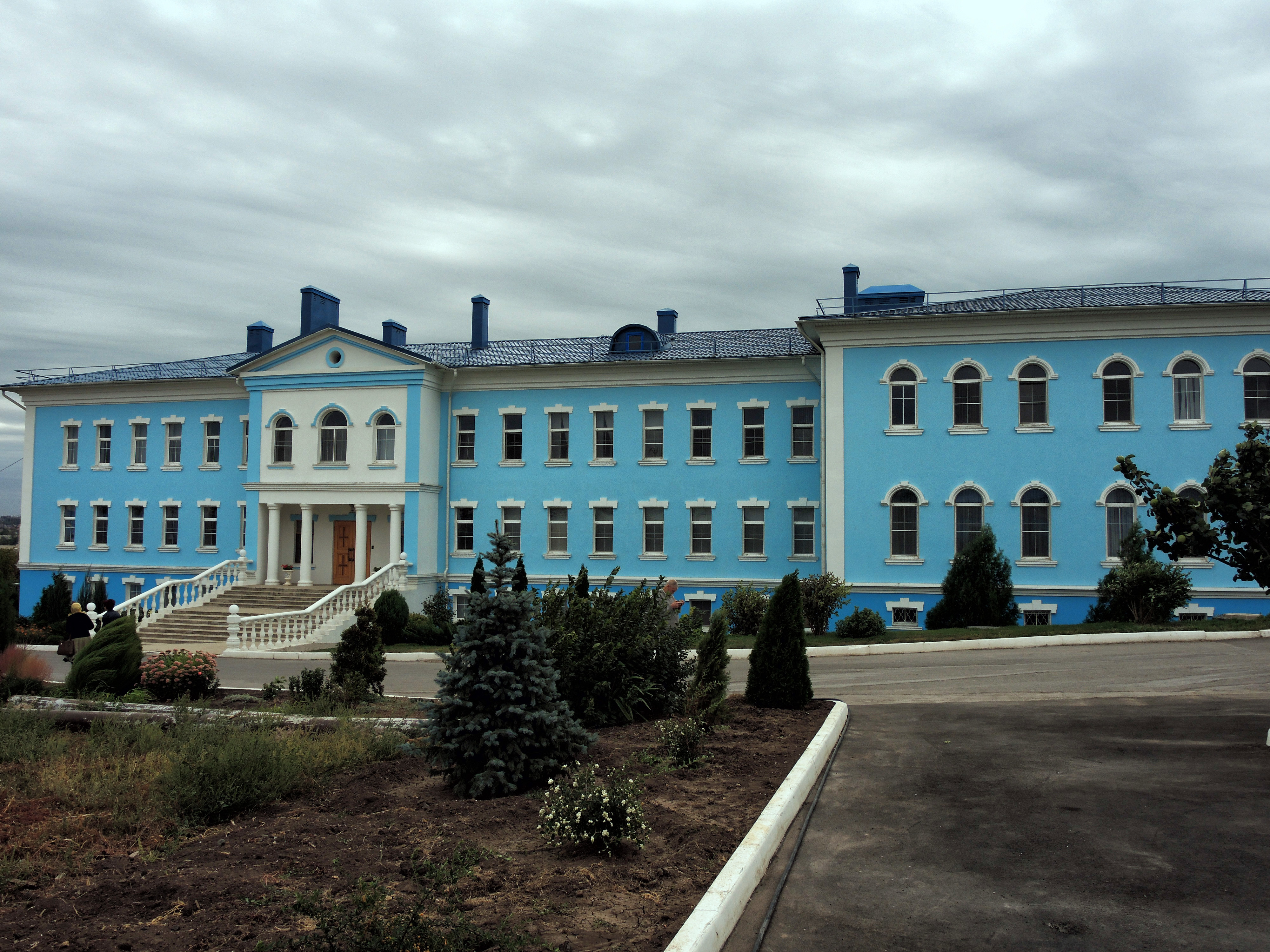
Кельи монастыря

Ростовская управа выполнила прошение монахинь Черноморского монастыря Екатерины и Александры, выделив под строительство женской обители участок земли недалеко от города Ростова-на-Дону.
Участок располагался в двенадцати верстах от Ростова, на его территории находился родник, вскоре ставший известен своими целебными свойствами.
Ростовский купец С. И. Фёдоров стал попечителем монастыря, поэтому монастырь в народе прозвали «Федоровский». Существует предание, что купец построил монастырь ради своей шестнадцатилетней дочери, которая пожелала удалиться от мирской жизни.
Первой настоятельницей этой обители стала игумения Анастасия, под её руководством в монастыре проживало около пятидесяти сестер.
Через несколько лет на территории монастыря была возведена деревянная часовня ― каплица и келии, которые впоследствии были заменены на каменные. Над целебным источником отстроили каплицу, рядом — домик игумении.
В 1908 году строительство храма было завершено и его освятили в честь Иверской иконы Божией Матери.
Старожилы тех лет утверждали, что в конце лета 1914 года царский кортеж, который возвращался с Кавказских Минеральных Вод, остановился у границ святой обители. Император Николай II с Наследником цесаревичем Алексием вступили на землю монастыря и вошли под своды храма, чтобы поклониться Иверской иконе Божией Матери.
В период Первой мировой войны помещения монастыря использовали как приют для девочек-сирот 9-11 лет из оккупированной Польши.
Девочки обучались и жили здесь до начала 1920-х годов.
В 1919 году игуменья Анастасия из-за угрозы закрытия храма, перерегистрировала его как сельхозартель.
При монастыре находились птичий и скотный дворы, хлебопекарня, кухня, большая пасека, фруктовый сад, искусственные запруды для разведения рыб и прекрасный розарий.
Тем не менее, в 1929 году храм закрыли, а игуменью и нескольких сестёр выслали в Сибирь, передав имущество храма государству. После закрытия храма, в корпусах храма в разное время располагали клуб свинооткормчего совхоза, детский дом, мастерские и склады.
За неимением постоянного и заинтересованного хозяина монастырская пасека погибла. Часовню, игуменский домик, хозяйственные постройки и даже вымощенные булыжником дорожки были разобраны на камень.
В конце 80-х годов по благословению Правящего Архиерея митрополита Владимира (Сабодана) была создана инициативная группа, в задачу которой входило добиться возвращения святыни Русской Православной Церкви.
Возрождение храма случилось только после распада СССР — Иверский женский монастырь был восстановлен постановлением Священного Синода Русской Православной Церкви от 30 августа 1991 года. Первым наместником вновь образованного Свято-Иверского женского монастыря Ростов-на-Дону стал в 1991 году архимандрит Модест (Потапов), приняв постриг от своего духовного отца митрополита Зиновия (Мажуги), в схиме — Серафима, начавшего свой монашеский путь в Глинской пустыни, который уже прославлен в лике святых.
В 1992 году монастырь принял дар митрополита Владимира (Сабодана) Иверскую икону Пресвятой Богородицы, на которой сохранилась надпись: «Сия святая икона писана и освящена на Святой горе Афонской в русском Андреевском общежительном ските».
Постепенно были отстроены келии, очищен и благоустроен источник. К концу 1995 г была восстановлена монастырская церковь. Весной 1996 г. восстановлен изначальный вид пятиглавия. К осени 2002 г. ростовскими художниками-реставраторами были расписаны стены и обновлен иконостас нижнего храма.
17 ноября 2002 г. Высокопреосвященнейший Владыка Пантелеимон совершил освящение отреставрированного храма.
На сегодняшний день в монастыре проживают 35 насельниц.
По территории монастыря проводятся экскурсии.

## Святыни
- Иверская икона Божией Матери, написанная в келье Николая Буразери на Святой Горе Афон;
- Плащаница Пресвятой Богородицы с частицей от гробницы Божией Матери из Гефсимании;
- Икона Святого Николая со святым миром от мощей святителя из итальянского города Бари;
- Ковчег с частицами мощей преподобных старцев Оптинских.

Святыни нижнего храма Святого Димитрия Ростовского:
- Икона с частицей мощей Святого Димитрия, митрополит Ростовского;
- Икона с частицей мощей Святого Тихона Задонского;
- Икона с частицей мощей Святого, архиепископа Харьковского;
- Ковчег с частицами мощей преподобных старцев Киево-Печерских;
- Икона Святой Блаженной Матроны Московской с частицей гроба.

## Настоятельницы
- Анастасия (упом. ок. 1920) — игуменья;
- Архимандрит Модест (Михаил Харитонович Потапов) (1991—1993);
- Неонила (Сергиенко) (июнь 1993 — август 1996) мон.;
- Рахиль (Ковалева) (1996 — настоящее время) — игуменья.

## Галерея

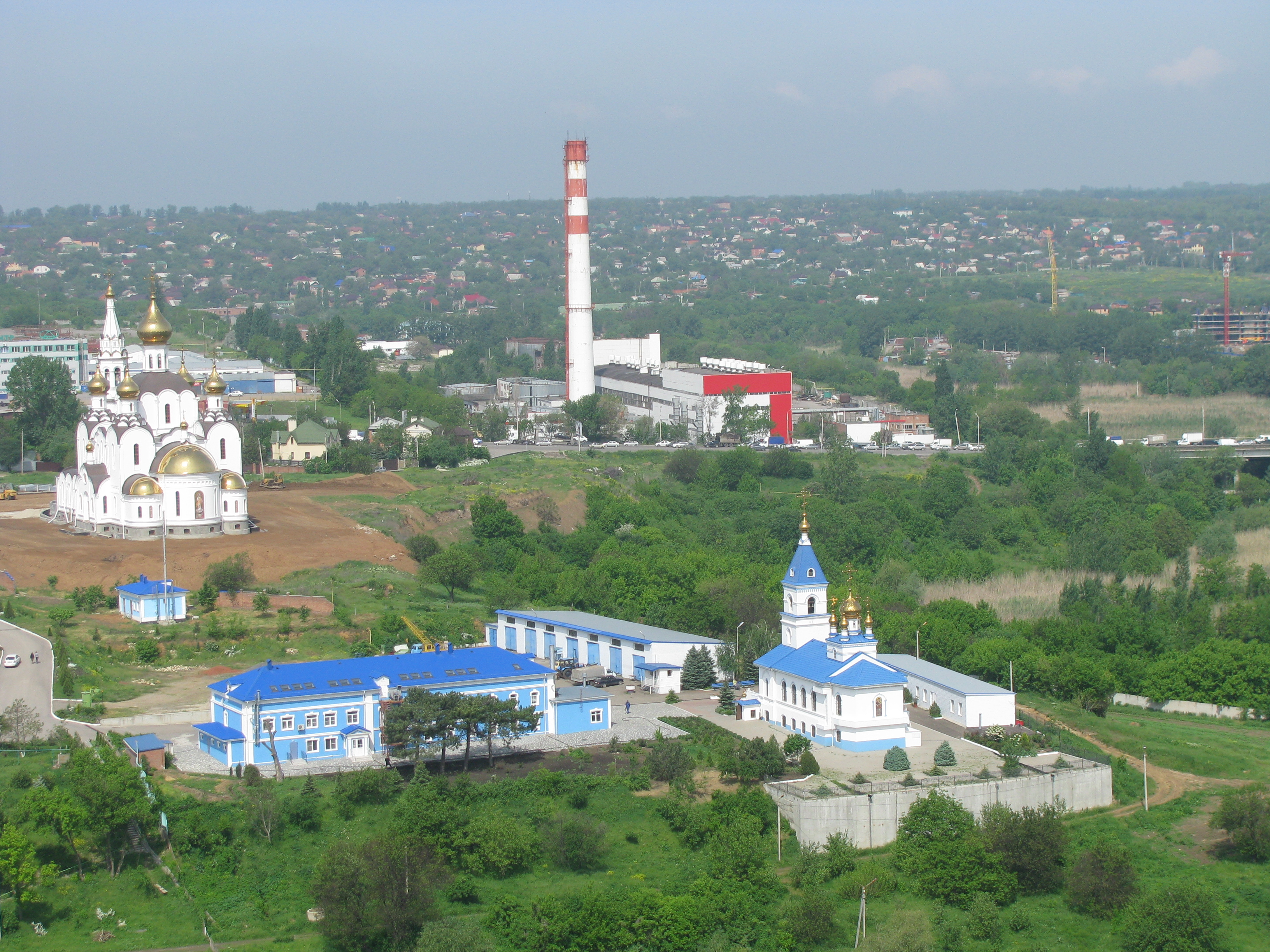
Территория Иверского женского монастыря
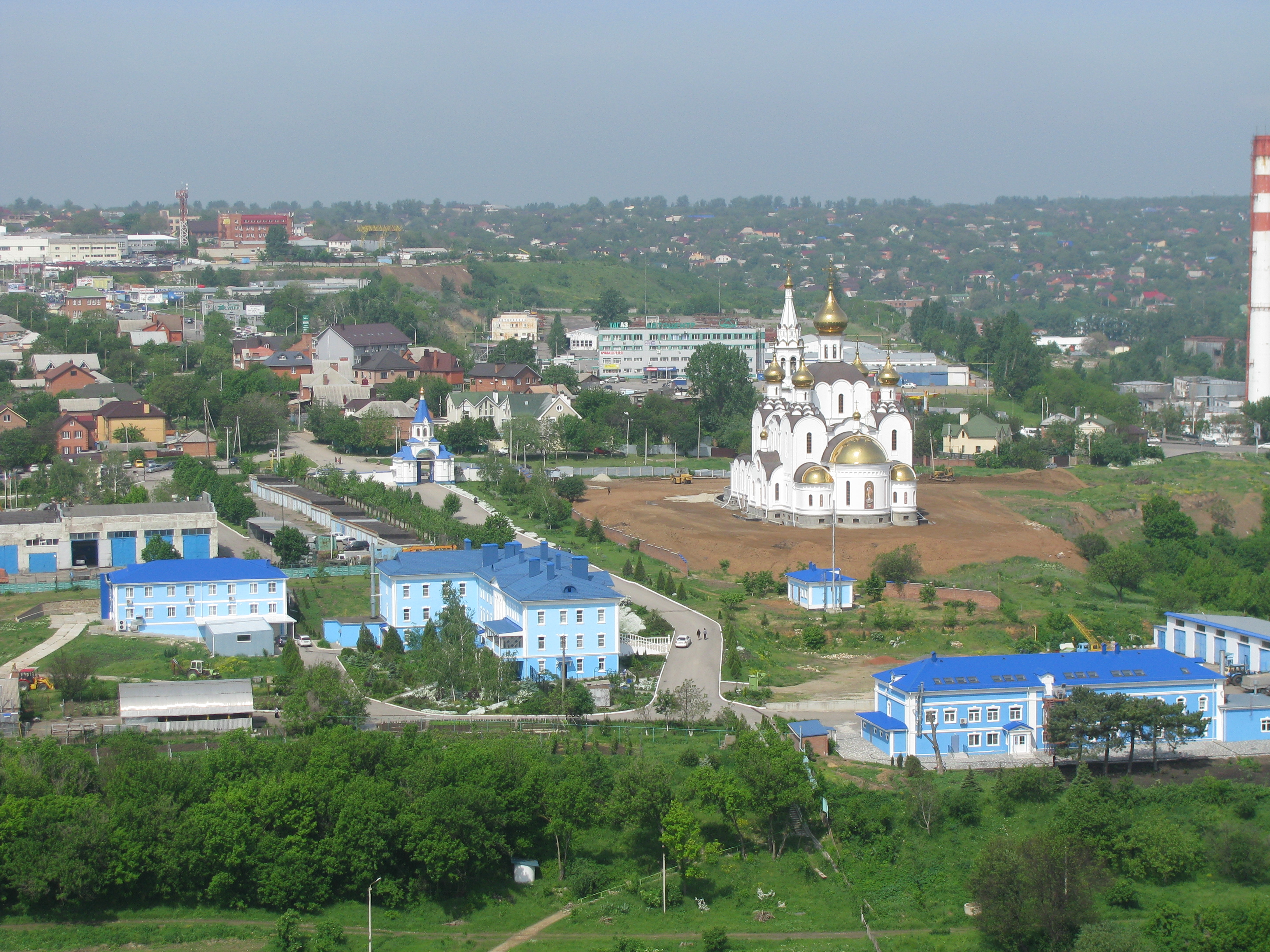
Территория Иверского женского монастыря
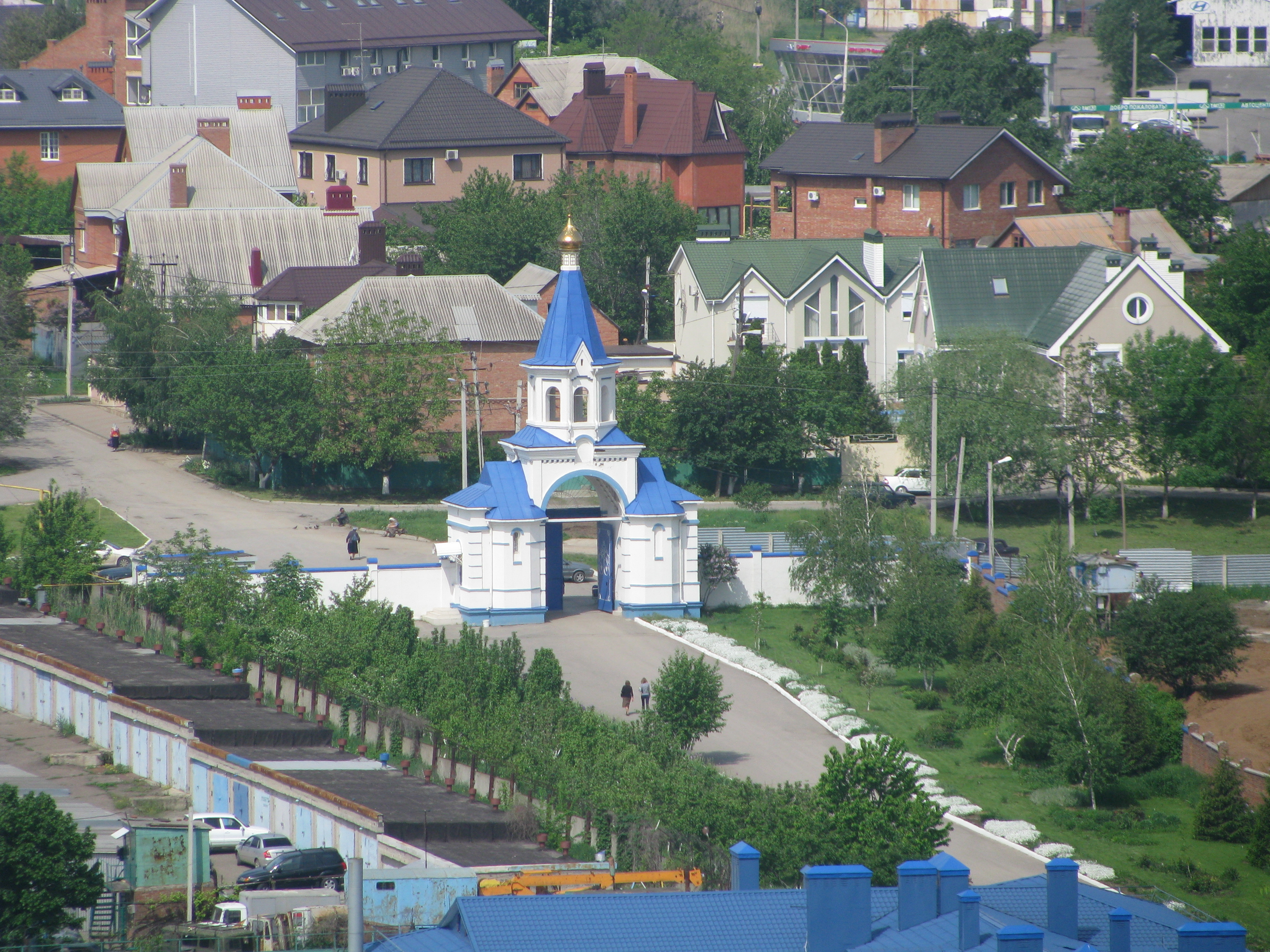
Вход на территорию Иверского женского монастыря
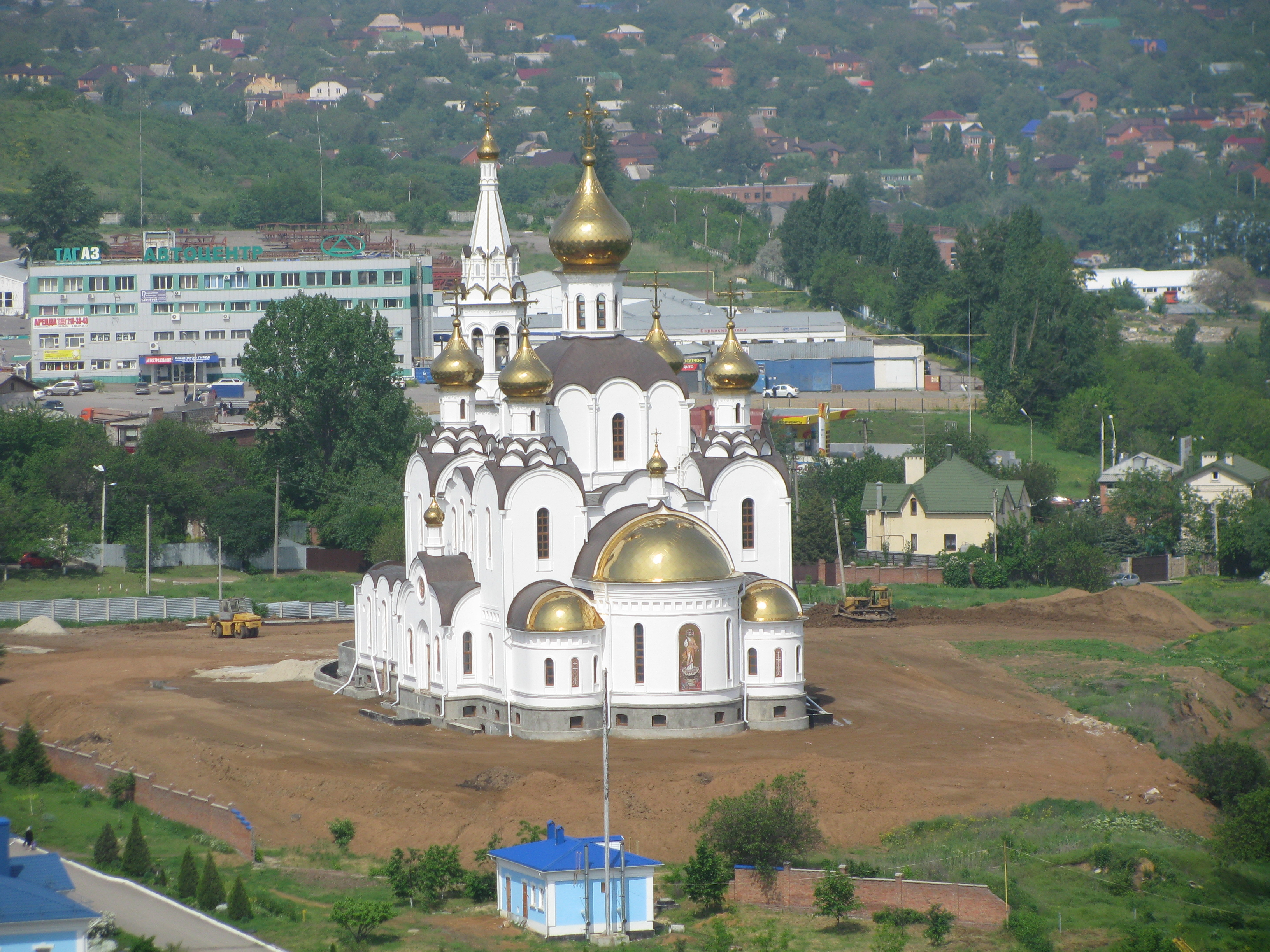
Свято-Троицкий пятипрестольный собор
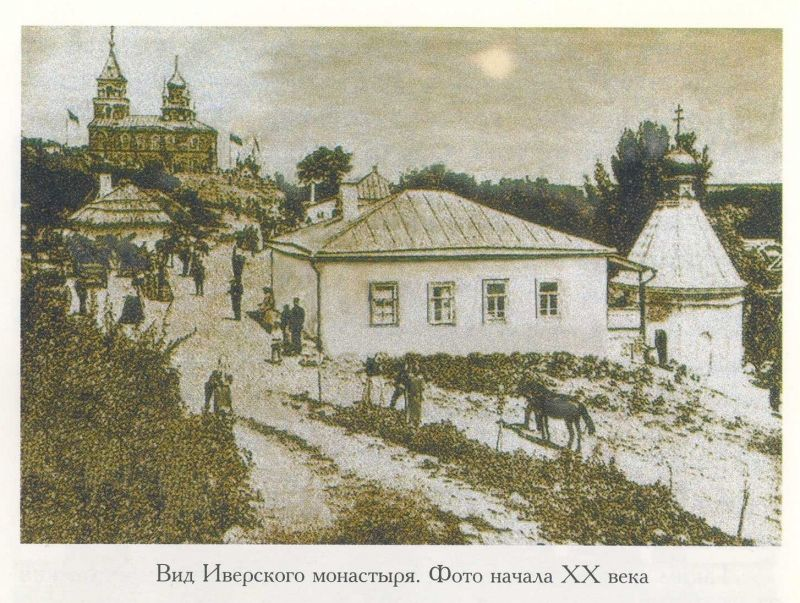
Иверский женский монастырь. Фотография начала XX века.